# 鹽膚木皺葉刺節蜱
鹽膚木皺葉刺節蜱（学名：Phyllocoptruta semialatae）为節蜱科皺葉刺節蜱屬下的一个种。